# Ivoorkust op de Olympische Zomerspelen 2008
Ivoorkust nam deel aan de Olympische Zomerspelen 2008 in Peking, China. Het debuteerde op de Zomerspelen in 1964 en deed in 2008 voor de elfde keer mee. Voor de zesde keer op rij werd geen medaille gewonnen. Voor het eerst deed het West-Afrikaanse land mee aan het olympisch voetbaltoernooi. Daarin werd de ploeg onder leiding van de Franse bondscoach Gérard Gili in de kwartfinale uitgeschakeld door Nigeria (2-0) door treffers van Peter Odemwingie en Victor Obinna.

## Deelnemers en resultaten

### Atletiek
| Olympiër              | Discipline | Resultaat | Prestatie             |
| --------------------- | ---------- | --------- | --------------------- |
| Affoué Amandine Allou | 100m (m)   | 48e       | serie 4: 5de in 11,75 |

### Kanovaren
| Olympiër            | Discipline    | Resultaat | Prestatie                 |
| ------------------- | ------------- | --------- | ------------------------- |
| Kotoua Francis Abia | K-1 500m (m)  | 29e       | serie 3: 7de in 2.00,716  |
| Kotoua Francis Abia | K-1 1000m (m) | 22e       | serie 2: 8ste in 4.14,411 |

### Taekwondo
| Olympiër        | Discipline | Resultaat | Prestatie                                                               |
| --------------- | ---------- | --------- | ----------------------------------------------------------------------- |
| Sebastien Konan | -80kg (m)  | 7e        | 1ste ronde: V van ITA Sarmiento: 1-4 herkansingen: V van USA López: 0-3 |
|                 |            |           |                                                                         |
| Mariam Bah      | -57kg (v)  | 11e       | 1ste ronde: V van NZL Cheong: 0-1                                       |

### Voetbal
| Olympiër | Discipline | Resultaat | Prestatie                                                                                                 |
| --- | ---------- | --------- | --- |
| Vincent Angban Brou Angoua Mamadou Bagayoko Souleymane Bamba Sekou Cissé Kafoumba Coulibaly Ousman Diarrassouba Franck Dja Djedje Gervais Kouassi Abraham Guie-Gneki Salomon Kalou Hervé Kambou Emmanuel Koné Anthony Moura-Komenan Antoine N'Gossan Serges Wawa | mannen     | 6e        | groep A: 2de V van Argentinië: 1-2 W van Servië: 4-2 W van Australië: 1-0 kwartfinale: V van Nigeria: 0-2 |

| Groep A |            |             |             |             |             |            |            |            |        |
| #       | Land       | Wedstrijden | Wedstrijden | Wedstrijden | Wedstrijden | Doelpunten | Doelpunten | Doelpunten | Punten |
| #       | Land       | G           | W           | G           | V           | V          | T          | Saldo      | Punten |
| 1       | Argentinië | 3           | 3           | 0           | 0           | 5          | 1          | +4         | 9      |
| 2       | Ivoorkust  | 3           | 2           | 0           | 1           | 6          | 4          | +2         | 6      |
| 3       | Australië  | 3           | 0           | 1           | 2           | 1          | 3          | -2         | 1      |
| 4       | Servië     | 3           | 0           | 1           | 2           | 3          | 7          | -4         | 1      |

| Ronde       | Datum  | Plaats    | Land | Score      | Land |
| ----------- | ------ | --------- | ---- | ---------- | ---- |
| Groepsfase  |        |           |      |            |      |
| 7 augustus  | Peking | Ivoorkust | 1-2  | Argentinië |      |
| 10 augustus | Peking | Servië    | 2-4  | Ivoorkust  |      |
| 13 augustus | Peking | Ivoorkust | 1-0  | Australië  |      |
| Kwartfinale |        |           |      |            |      |
| 16 augustus | Peking | Nigeria   | 2-0  | Ivoorkust  |      |

### Zwemmen
| Olympiër     | Discipline         | Resultaat | Prestatie              |
| ------------ | ------------------ | --------- | ---------------------- |
| Kouassi Brou | 50m vrije slag (m) | 76e       | serie 5: 8ste in 26,08 |

Afghanistan · Albanië · Algerije · Amerikaanse Maagdeneilanden · Amerikaans-Samoa · Andorra · Angola · Antigua en Barbuda · Argentinië · Armenië · Aruba · Australië · Azerbeidzjan · Bahama's · Bahrein · Bangladesh · Barbados · België · Belize · Benin · Bermuda · Bhutan · Bolivia · Bosnië en Herzegovina · Botswana · Brazilië · Britse Maagdeneilanden · Bulgarije · Burkina Faso · Burundi · Cambodja · Canada · Centraal-Afrikaanse Republiek · Chili · China · Chinees Taipei · Colombia · Comoren · Congo-Brazzaville · Congo-Kinshasa · Cookeilanden · Costa Rica · Cuba · Cyprus · Denemarken · Djibouti · Dominica · Dominicaanse Republiek · Duitsland · Ecuador · Egypte · El Salvador · Equatoriaal-Guinea · Eritrea · Estland · Ethiopië · Fiji · Filipijnen · Finland · Frankrijk · Gabon · Gambia · Georgië · Ghana · Grenada · Griekenland · Groot-Brittannië · Guam · Guatemala · Guinee · Guinee‑Bissau · Guyana · Haïti · Honduras · Hongarije · Hongkong · Ierland · IJsland · India · Indonesië · Irak · Iran · Israël · Italië · Ivoorkust · Jamaica · Japan · Jemen · Jordanië · Kaaimaneilanden · Kaapverdië · Kameroen · Kazachstan · Kenia · Kirgizië · Kiribati · Koeweit · Kroatië · Laos · Lesotho · Letland · Libanon · Liberia · Libië · Liechtenstein · Litouwen · Luxemburg · Macedonië · Madagaskar · Malawi · Malediven · Maleisië · Mali · Malta · Marshalleilanden · Marokko · Mauritanië · Mauritius · Mexico · Micronesië · Moldavië · Monaco · Mongolië · Montenegro · Mozambique · Myanmar · Namibië · Nauru · Nederland · Nederlandse Antillen · Nepal · Nicaragua · Nieuw-Zeeland · Niger · Nigeria · Noord-Korea · Noorwegen · Oeganda · Oekraïne · Oezbekistan · Oman · Oostenrijk · Oost‑Timor · Pakistan · Palau · Palestina · Panama · Papoea-Nieuw-Guinea · Paraguay · Peru · Polen · Portugal · Puerto Rico · Qatar · Roemenië · Rusland · Rwanda · Saint Kitts en Nevis · Saint Lucia · Saint Vincent en Grenadines · Salomonseilanden · Samoa · San Marino · Sao Tomé en Principe · Saoedi-Arabië · Senegal · Servië · Seychellen · Sierra Leone · Singapore · Slovenië · Slowakije · Soedan · Somalië · Spanje · Sri Lanka · Suriname · Swaziland · Syrië · Tadzjikistan · Tanzania · Thailand · Togo · Tonga · Trinidad en Tobago · Tsjaad · Tsjechië · Tunesië · Turkije · Turkmenistan · Tuvalu · Uruguay · Vanuatu · Venezuela · Verenigde Arabische Emiraten · Verenigde Staten · Vietnam · Wit-Rusland · Zambia · Zimbabwe · Zuid-Afrika · Zuid-Korea · Zweden · Zwitserland
Uitgesloten van deelname: Brunei